# Економіка Пакистану
Пакистан — аграрна країна з промисловістю, яка розвивається. Основні галузі промисловості: металообробна, машинобудівна, хімічна та нафтохімічна, харчова, текстильна, кустарні промисли. Транспорт — автомобільний, залізничний, морський. Осн. порти: Карачі, Касім. Розвивається повітряний транспорт. Функціонує пакистанська авіакомпанія. Карачі — великий аеропорт міжнародного значення.
В умовах незалежності Пакистан досяг певних успіхів в економічному розвитку, однак все ще залишається слабко розвинутою аграрною країною з багатоукладним господарством. Провідними є приватно-капіталістичні і державно-капіталістичні утворення, але кількісно переважають дрібнотоварний і дрібно-капіталістичний устрої, а в ряді периферійних районів зберігається натурально-патріархальний устрій.
Основні галузі господарства залишаються в приватному секторі. Провідні позиції в економіці займають монополістичні групи, яким належать найбільші промислові підприємства (82 % інвестицій у велику промисловість), торговельні і будівельні компанії. Уряд заохочує іноземні інвестиції в різні галузі господарства, вдається до іноземних позик і кредитів.
У ряді галузей сильні позиції зберігає англійський капітал, після якого за розмірами іноземних інвестицій іде американський, японський і німецький.

## Історія
До 1947 року формування господарства на територіях, що нині входять до Пакистану, відбувалося в рамках колоніальної Індії. Внаслідок тривалого панування англійського імперіалізму країна до часу утворення суверенної держави мала дуже низький рівень економічного розвитку. Під час розподілу колишньої Британської Індії до Пакистану відійшли райони, відсталіші у промисловому відношенні.
За даними [Index of Economic Freedom, The Heritage Foundation, U.S.A. 2001]: ВВП — $ 67,2 млрд. Темп зростання ВВП — 3,3 %. ВВП на душу населення — $ 511. Імпорт (1997) (нафта і нафтопродукти, промислова сировина і обладнання, олія, чай, хімікати, добрива) — $ 11,4 млрд (г.ч. США — 11,2 %; Японія — 7,8 %; Малайзія — 7,1 %; Саудівська Аравія — 6,7 %; ОАЕ — 6,6 %). Експорт (бавовна, рис, риба і рибопродукти, бавовняні тканини, спортивні товари, килими, шкіра і шкіргалантерея, одяг) — $ 10 млрд (г.ч. США — 20,5 %; Гонконг — 7,1 %; Велика Британія — 6,9 %; Німеччина — 6,3 %; ОАЕ — 5,1 %).

## Промисловість
Промисловість забезпечує менше ніж третину ВВП. Відносно розвинуті: текстильна, шкіряна, харчова, хімічна, цементна, сталеливарна, нафтопереробна, газова та інші галузі. Виробництво електроенергії, сталі, нафти і нафтопродуктів, а також добрива зосереджене в основному в держсекторі (близько 50 % промислової продукції). Від колоніального періоду Пакистану дісталося кілька десятків невеликих текстильних фабрик, цукрових заводів, млинів, механічних майстерень. За роки незалежності силами національного приватного і державного капіталу було створено порівняно значну легку промисловість і закладено основи важкої промисловості. Середньорічні темпи приросту перевищили 10 % у фабрично-заводській промисловості. Останнім часом економіка переживає період інтенсивного переходу від держрегулювання до розгортання процесів, орієнтованих на вільний ринок. Зростає роль великих фінансово-промислових груп. У харчовій промисловості значне місце належить цукровому виробництву. У останні десятиліття ХХ ст. було 24 цукрових заводи, в основному в Пенджабі, Сінді, які переробляли близько 1/3 врожаю цукрової тростини, решта йде на ремісниче виробництво коричневого цукру. Хімічна промисловість орієнтована переважно на обслуговування сільського господарства. Виробництво хімічних добрив задовольняє більше ніж половину потреб сільського господарства країни. Розвинута цементна промисловість. Є декілька заводів ґумотехнічних виробів, скляних та інш.

## Землеробство
Землеробство — основна галузь сільського господарства. Обробляють культури весняних (раби) і осінніх (кхариф) жнив. До перших належить головна продовольча культура — пшениця, яку сіють скрізь, а також грем, ячмінь, олійні. До других — рис, бавовна — найважливіша технічна культура, а також цукрова тростина і кукурудза. На неполивних землях у посушливих районах вирощують просяні культури — джовар, баджру тощо. Зростає значення тютюну, різних овочевих (цибуля, картопля, перець) і садових культур (манго, цитрусові, фінікова пальма, абрикоси), арахісу. Тваринництво має другорядне значення. Рибальство в основному прибережне.

## Енергетика
Енергетика — одне з слабких місць економіки, незважаючи на високу потужність електростанцій. Перша АЕС розташована поблизу Карачі (132 Мвт). Велику частину електроенергії дають ГЕС у системі р. Інд, з яких найбільшими є Мангла (300 Мвт), Малаканд, Расул, Тарбела. Виробництво електроенергії — бл. 104,5 млрд кВт·год на рік (2015).

## Інфляція

### Інфляція станом на 2022 рік.
Станом на січень 2022 року,ставка інфляції злетіла до 13%, якраз у той час, коли національна валюта, рупія, швидко знецінюється.

## Азартні ігри
Азартні ігри в Пакистані підпадають під жорсткі обмеження, передбачені місцевим законодавством, за певними винятками. Такі ігри заборонені для громадян країни, згідно із Законом про запобігання азартним іграм 1977 року, який базується на Законі про публічні азартні ігри британської епохи 1867 року.